# رانشباخ
رانشباخ (به آلمانی: Ranschbach) یک شهر در آلمان است که در زودلیشه واینشتراسه واقع شده‌است. رانشباخ ۶۶۰ نفر جمعیت دارد.